# Антагоніст
Антагоні́ст — персонаж, який є ворогом головного героя чи героїв і поборювання якого відіграє помітну або й провідну роль у сюжеті художнього твору. Здебільшого антагоністи є негативними персонажами й уособлюють собою ті чи інші вади. У класичній літературі ними є чільні лиходії, що активно протистоять протагоністам. Однак, модерні автори подекуди змішують їхні функції й часто міняють їх місцями, творячи заплутані сюжети.
Не варто плутати антагоністів із героями, які змагаються між собою — в цьому разі їхні лінії більш-менш рівноправні, так само відносно рівномірно розподілені й авторські симпатії. У випадку ж з антагоністом чітко видно, хто саме є головним героєм, чия сюжетна лінія є основною, а чия — допоміжною. Антагоніст у композиції здебільшого має допоміжну роль, втілюючи проблему, яку повинні розв'язати головні герої, його сюжетна лінія не є самостійною і слугує для поступу ліній головних героїв.
Позаяк антагоністам зазвичай приділяється далеко менше уваги, ніж протагоністам, їх нерідко увиразнюють якісь особливі, прикметні, гіпертрофовані риси вдачі й зовнішності. Колоритна подоба замінює антагоністам глибину характеру, на показ та розвиток якого часто-густо елементарно бракує часу, позаяк більшу частину зображуваного простору обіймає протагоніст. Часом ці образи дуже вдалі, деколи навіть затьмарюють не надто яскравих головних героїв. За приклади можуть правити Дарт Вейдер у «Зоряних війнах» і Ернст Ставро Блофельд в «Бондіані».